# Лазаренко Євген Костянтинович
Євге́н Костянти́нович Лазаре́нко (13 (26) грудня 1912, Харків — 1 січня 1979, Київ) — український геолог-мінералог, доктор геолого-мінералогічних наук (з 1947 року), професор, член-кореспондент (з 1951 року), академік (з 1969 року) Академії наук УРСР, Заслужений діяч науки УРСР (з 1961 року), Почесний член Болгарського геологічного товариства, Почесний доктор природничих наук Люблінського університету, дійсний член Мінералогічного товариства Великої Британії та Ірландії, товариства Мінералогії і геології Чехословацької Академії наук.

## Біографія
Народився 13 (26 грудня) 1912 року в Харкові в родині робітника. Вищу освіту здобув на геолого-географічному факультеті Харківського університету, який закінчив у 1934 році. Навчаючись в аспірантурі досліджував мінералогічний склад свинцево-цинкових покладів Нагольного кряжу в Донбасі. У 1937 році успішно захищає кандидатську дисертацію.
Доцент (від 1938 року) Воронезького університету, в 1942—1944 роках — науковий співробітник Уральського філіалу АН СРСР. Доцент (від 1944), професор (від 1948), засновник кафедри мінералогії і перший декан геологічного факультету (1944—1969), ректор (1951—1963) Львівського державного університету імені Івана Франка. Директор (1969—1971) Інституту геологічних наук АН УРСР, від 1972 — завідувач відділу Інституту геохімії і фізики мінералів АН УРСР. Від 1970 року президент Українського мінералогічного товариства.
Першим знайшов органічний мінерал, що повністю складається з коронену, який був пізніше описаний і названий на честь Карпат — карпатит.
1977 у доповіді на розширеному засіданні Вченої ради Кам'янець-Подільського обласного відділу Географічного товариства України теоретично обґрунтував створення Подільського Придністровського національного парку-заповідника (створено 1996 як Національний природний парк «Подільські Товтри»).
Помер на 67-му році життя 1 січня 1979 року. Похований разом із родиною у Києві на Байковому кладовищі (ділянка № 9, 50°25′5.3″ пн. ш. 30°30′31.54″ сх. д. / 50.418139° пн. ш. 30.5087611° сх. д.).

### Родина
- Дружина — мінералог, кандидат геолого-мінералогічних наук Катерина Сидоренко (1912—1997).
  - Донька — геолог, мінералог, кандидат геолого-мінералогічних наук Олена Лазаренко (1938—2021).
    - Зять — мінералог, кристалохімік, учень Євгена Лазаренка, Володимир Мельников (1938—2010).

  - Донька — педагог та перекладач англійської мови Оксана Лазаренко (нар. 1942).
  - Донька — геолог Наталія Лазаренко (нар. 1952).
  - Донька — геолог, мінералог, кандидат геолого-мінералогічних наук Євгенія Лазаренко (нар. 1952).
- Племінник — мінералог, петрограф, доктор геолого-мінералогічних наук Ерік Лазаренко (1904—1985)[3].

## Нагороди, пам'ять
Лауреат Державної премії УРСР (1983). Нагороджений двома орденами «Знак Пошани».
В 1993 році в Києві на будівлі Інституту геохімії, мінералогії та рудоутворення встановлено меморіальну таблицю (бронза, граніт; горельєф; скульптор А. Л. Ковальов). Також меморіальна таблиця встановлена на будівлі Львівського національного університету імені Івана Франка.
На пошану академіка Євгена Лазаренка названа вулиця у Львові.
Спілка геологів України та Українське мінералогічне товариство встановили, як свої нагороди, Медаль імені академіка Є. К. Лазаренка і Премію імені академіка Є. К. Лазаренка для молодих учених і студентів.

## Світлини

Надгробок Євгена Лазаренка на Байковому кладовищі у Києві
Меморіальна таблиця у пам'ять про Є. Лазаренка на фасаді інституту геохімії, мінералогії та рудоутворення НАН України (Скульптор А. Л. Ковальов, встановлена у 1993 р.)
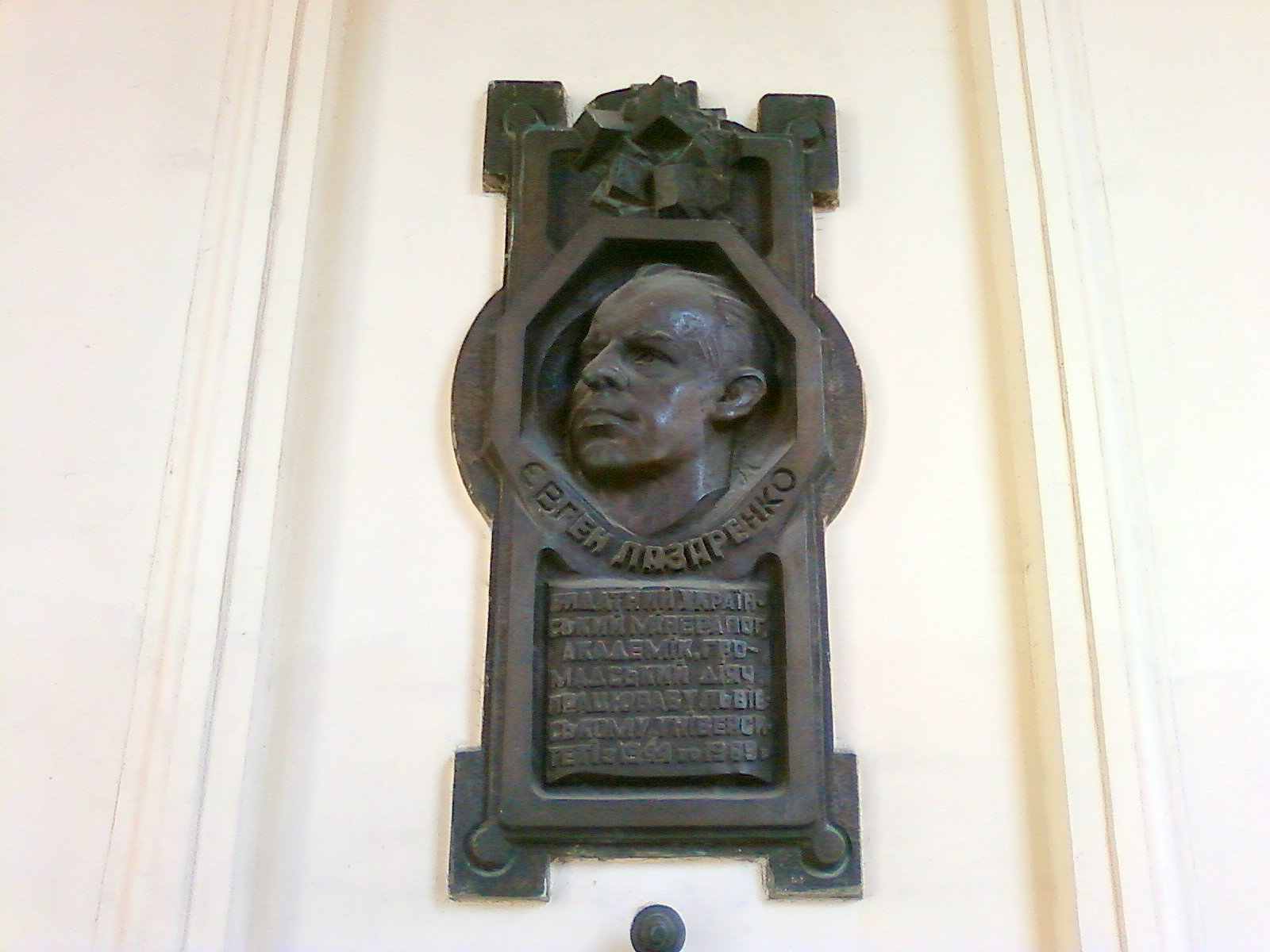
Меморіальна таблиця Є. Лазаренку у Львові

## Твори
- «Надрові багатства західних областей України» (1946).
- «Курс мінералогії» (частини 1-2, 1958—1959).
- Один з авторів «Мінералогічного словника»: Лазаренко Є. К., Винар О. М. // Мінералогічний словник. — Київ: Наукова думка, 1975. — 776 с.
- Лазаренко Є. К., Сребродольський Б. І. Мінералогія Поділля. — Львів: Видавництво Львівського державного університету, 1969. — 550 с.